# Luscinia
Luscinia es un género de aves paseriformes de la familia Muscicapidae, donde se clasifican cuatro especies de pájaros denominadas comúnmente ruiseñores. Son aves pequeñas, de postura erguida propiciada por sus esbeltas patas, con una longitud de entre 13 y 16 cm. Presentan un canto agradable y plumaje generalmente discreto, aunque los machos de dos de sus especies exhiben ciertos colores vivos. Se distribuyen por Eurasia, localizándose en la franja comprendida entre la zona Subártica y la zona Intertropical (dichas zonas incluidas). Los ruiseñores son abundantes en las regiones templadas, existiendo dentro del género especies muy migratorias que  invernan en el África tropical, la India o el Sudeste Asiático. Se alimentan básicamente de insectos, gusanos y otros invertebrados.

## Especies
El género contiene las siguientes cuatro especies:
- Luscinia svecica (Linnaeus, 1758)[1] — ruiseñor pechiazul;
- Luscinia phoenicuroides (Gray, JE y Gray, GR, 1847) — colirrojo ventriblanco;
- Luscinia luscinia (Linnaeus, 1758)[1] — ruiseñor ruso;
- Luscinia megarhynchos (Brehm, 1831)[1] — ruiseñor común.

Anteriormente se clasificaban aquí más especies, pero los estudios genéticos indicaron que así era un grupo polifilético, por lo que gran parte de sus especies fueron trasladadas a los géneros Larvivora y Calliope. Estos antiguos miembros del género eran:
- Luscinia brunnea (Hodgson, 1837)[1] — ruiseñor indio;
- Luscinia cyane (Pallas, 1776)[1] — ruiseñor azul;
- Luscinia sibilans (Swinhoe, 1863)[1] — ruiseñor silbador;
- Luscinia ruficeps (Hartert, 1907)[1] — ruiseñor cabecirrojo;
- Luscinia calliope (Pallas, 1776)[1] — ruiseñor calíope;
- Luscinia obscura (Berezowski y Bianchi, 1891)[1] — ruiseñor gorginegro.
- Luscinia pectardens (David, 1877)[1] — ruiseñor de David;
- Luscinia pectoralis (Gould, 1837)[1] — ruiseñor pechinegro.